# Taifa de Lérida

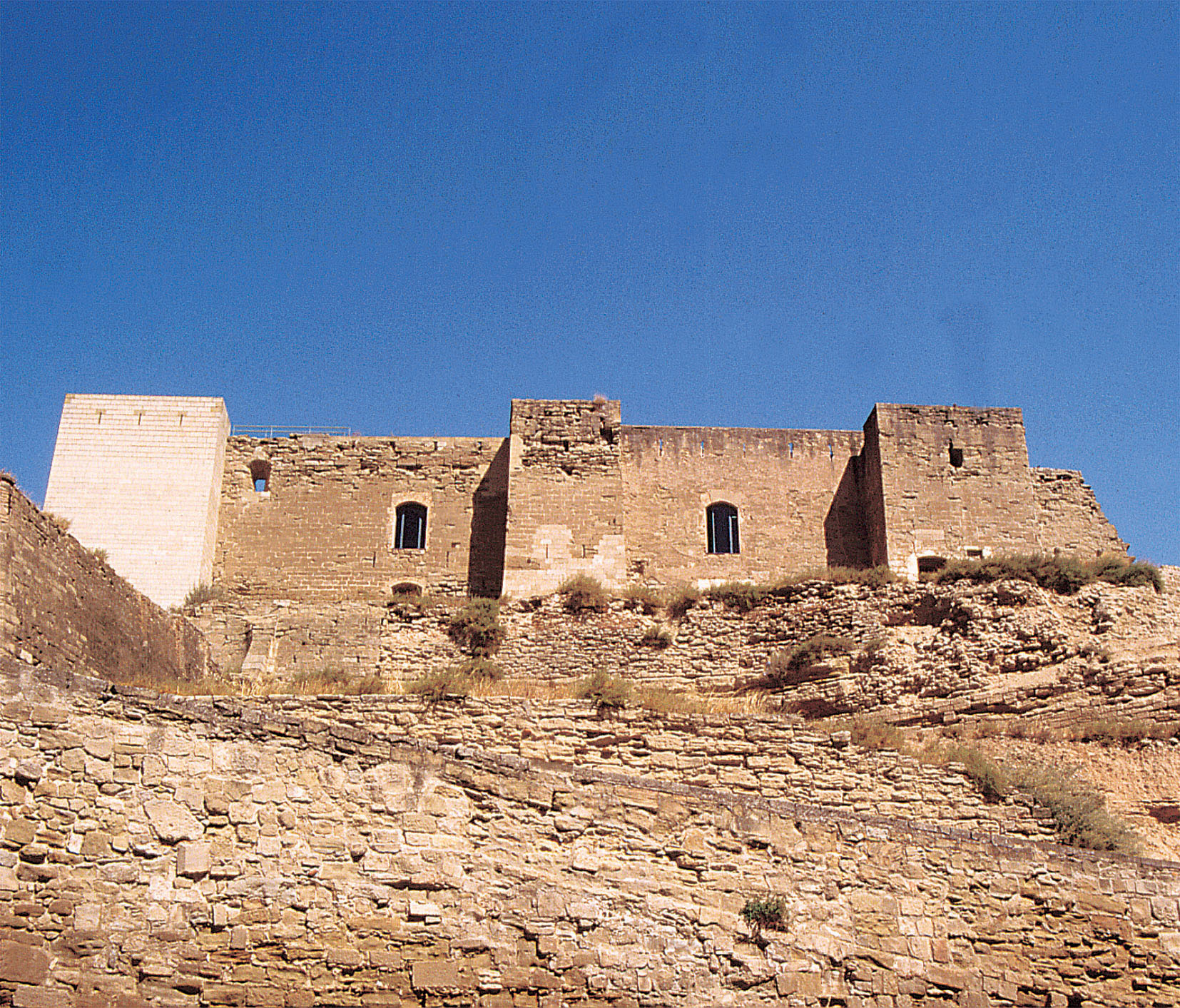
Castillo de la Suda de Lérida

La taifa de Lérida fue un reino independiente musulmán (taifa) de la península ibérica con capital en Lérida. Fue creado tras la caída del califato de Córdoba por Sulaymān ibn Muhammad ibn Hūd.
Sulaymān acogió en la Suda de Lérida al último califa, Hisham III, entre 1031 y 1036. En 1039, aprovechando desavenencias internas, se hizo con el poder en la taifa de Saraqusta y reinó sobre toda la zona norte de influencia musulmana. 
A su muerte repartió el reino entre sus hijos: la de Saraqusta le correspondió a su hijo Al-Muqtádir y la de Lérida a Yūsuf al-Muzaffar, que mantuvo el poder como rey independiente de Lérida desde 1046 hasta que en 1078 le fue arrebatado por su hermano Al-Muqtádir, que reinaba en Zaragoza. 
Tras la muerte de Al-Muqtádir, dejó la taifa de Lérida, junto a las de Tortosa y Denia, a Al-Mundir 'Imad al-Dawla (1082-1090), quien se alió junto a Berenguer Ramón II de Barcelona, contra El Cid, victorioso en la campaña de Almenar. A su muerte el reino pasó a manos del joven Sulaymān Sayyid al-Dawla (1090-1102), el último de los Banu Hud.
Posteriormente el reino cayó en manos de los almorávides. El más conocido de los reyes de este periodo fue Ibn Hilal, también conocido como Avifelel, que pactó con Ramón Berenguer III en 1120.
Posteriormente, el 24 de octubre de 1149, Al-Muzáffar libró Lérida a los condes Ramón Berenguer IV, conde de Barcelona, y a Armegol VI, conde de Urgel.

## Lista de gobernantes de la taifa de Lérida
Los gobernantes de la taifa de Lérida fueron miembros de los Banu Hud.
- Sulaymán ben Hud al-Musta'in (1036-1046).
- Yúsuf ibn Sulaymán al-Muzáffar (1046-1079).

- A Saraqusta (1079-1082).

- Al-Múndir Imad al-Dawla (1082-1090).
- Sulaymán Sayyid ad-Dawla (1090-1102).

- A los Almorávides (1102).